# Hebdomophruda curvilinea
Hebdomophruda curvilinea là một loài bướm đêm trong họ Geometridae.